# Muḥammad Naǧīb
Muḥammad Naǧīb (IPA: [mæˈħæmmæd næˈɡiːb]) (in arabo: محمد نجيب; Khartum, 20 febbraio 1901 – Il Cairo, 28 agosto 1984) è stato un generale e politico egiziano, primo presidente dell'Egitto dal 18 giugno del 1953 al 14 novembre del 1954, anno della sua deposizione.

## Biografia

### Gioventù
Naǧīb nacque a Khartum, nell'allora Sudan anglo-egiziano, il 20 febbraio del 1901, primogenito dei nove figli dell'egiziano Yūsuf Naǧīb e della sudanese Zuhra Aḥmad ‘Othmān.
La sua era una famiglia di militari: il padre infatti era un ufficiale dell'esercito egiziano di stanza in Sudan, ma non voleva che i suoi figli ne seguissero le orme, ritenendo l'esercito egiziano di quel tempo poco più d'un manipolo ausiliario delle forze armate britanniche; di conseguenza, Naǧīb studiò inizialmente per diventare un interprete, laureandosi poi in legge a Khartum.
Durante gli studi crebbe in lui l'insofferenza all'occupazione coloniale di Egitto e Sudan da parte dei britannici e sviluppò una certa ammirazione per figure politiche quali Napoleone, Mustafa Kemal Atatürk e Saʿd Zaghlūl.

### Carriera militare
Dopo la morte del padre entrò all'Accademia militare del Cairo, dove si diplomò come ufficiale nel 1918, per venir poi assegnato al regio esercito. Ebbe diverse destinazioni e occupò varie posizioni amministrative durante la seconda guerra mondiale.
Salito poi al grado di colonnello, si distinse durante la guerra arabo-israeliana del 1948, nella quale venne ferito, e si guadagnò le attenzioni dei Liberi Ufficiali, un'organizzazione repubblicana e nazionalista nata segretamente in seno all'esercito, a cui Naǧīb aderì e che guidò assieme al giovane colonnello Gamāl ʿAbd al-Nāṣer.

### Colpo di Stato
Promosso generale, Naǧīb, in seguito alla Rivoluzione egiziana del 23 luglio 1952, da lui condotta insieme al colonnello Nāṣer, fu nominato dapprima comandante in capo delle forze armate e presidente del Consiglio del Comando della Rivoluzione (CCR). Il colpo di Stato costrinse re Fārūq ad abdicare il 26 luglio in favore del figlio di pochi mesi Fu'ād. Fu lui a scortare l'ex sovrano al panfilo che lo avrebbe condotto in esilio in Europa. Divenne quindi a settembre capo del governo egiziano.
Nagib ricoprì anche la carica di ministro della guerra.
Nel giugno del 1953, con il re infante all'estero, la monarchia venne abrogata formalmente e, di conseguenza, venne proclamata la repubblica.

### Presidente della repubblica
Naǧīb divenne presidente della neonata repubblica.
Naǧīb, favorevole a un rapido ritorno al parlamentarismo, disapprovava le sentenze sommarie emanate nei confronti di vari politici del vecchio regime da parte del tribunale rivoluzionario. Fautore di una linea politica più conservatrice e moderata rispetto a quella dei Liberi Ufficiali, nel febbraio 1954 si dimise, ma le richieste da parte di gruppi civili e militari lo spinsero a rientrare in carica.
Ben presto emersero i contrasti con il ministro dell'interno Gamāl ʿAbd al-Nāṣer, il quale consolidò la propria posizione e nell'aprile 1954 ottenne la carica di primo ministro, lasciata da Naǧīb.
Relegato sempre più a ricoprire un ruolo comprimario, nel novembre 1954 Naǧīb venne destituito da presidente dal vecchio compagno d'armi Nāṣer, che assunse entrambe le cariche. Ciò segnò la fine della sua esperienza politica.

### Destituzione

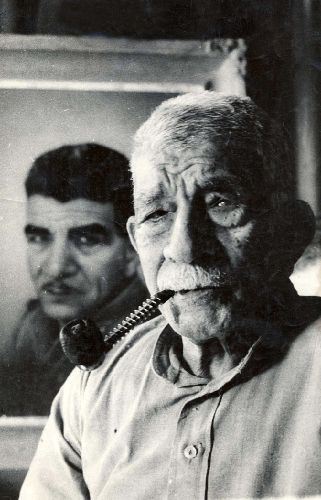
Naǧīb negli ultimi giorni della sua vita

Da allora fu posto agli arresti domiciliari in una villa nella campagna cairota.
Soltanto nel 1972, trascorsi due anni dalla morte di Nāṣer, Naǧīb fu rilasciato e riabilitato dal nuovo presidente Anwar al-Sadāt, come parte della sua opera di smantellamento del sistema politico instaurato dal predecessore.
Alla sua morte, avvenuta il 28 agosto del 1984 all'età di 83 anni, ricevette funerali militari, ai quali partecipò lo stesso presidente in carica, Ḥosnī Mubārak. Nello stesso anno furono pubblicate le sue memorie dal titolo Ero presidente dell'Egitto.
È stata ribattezzata in suo onore una stazione della metropolitana del Cairo.